# Scaptia rubriventris
Scaptia rubriventris är en tvåvingeart som först beskrevs av Krober 1930.  Scaptia rubriventris ingår i släktet Scaptia och familjen bromsar. Inga underarter finns listade i Catalogue of Life.